# Municipio de Lentner
El municipio de Lentner (en inglés: Lentner Township) es un municipio ubicado en el condado de Shelby en el estado estadounidense de Misuri. En el año 2010 tenía una población de 174 habitantes y una densidad poblacional de 2,13 personas por km².

## Geografía
El municipio de Lentner se encuentra ubicado en las coordenadas 39°43′8″N 92°8′41″O / 39.71889, -92.14472. Según la Oficina del Censo de los Estados Unidos, el municipio tiene una superficie total de 81.74 km², de la cual 81,65 km² corresponden a tierra firme y (0,1 %) 0,08 km² es agua.

## Demografía
Según el censo de 2010, había 174 personas residiendo en el municipio de Lentner. La densidad de población era de 2,13 hab./km². De los 174 habitantes, el municipio de Lentner estaba compuesto por el 100 % blancos. Del total de la población el 0 % eran hispanos o latinos de cualquier raza.